# Паустово
Паустово — деревня в Вязниковском районе Владимирской области России. Центр Паустовского сельского поселения.

## География
Деревня расположена в 13 км на юг от города Вязники.

## История
В конце XIX — начале XX века деревня входила в состав Ждановской волости Вязниковского уезда. В 1859 году в деревне числился 31 двор, в 1905 году — 45 дворов, в 1926 году — 86 хозяйств.
С 1929 года деревня являлась центром Паустовского сельсовета Вязниковского района, с 2005 года — Паустовского сельского поселения.

## Население
| 1859 | 1905 | 1926 | 2002  | 2010  | 2021 |
| ---- | ---- | ---- | ----- | ----- | ---- |
| 247  | ↗332 | ↗670 | ↗1374 | ↘1140 | ↘849 |

## Инфраструктура
В деревне расположены Паустовская основная общеобразовательная школа (открыта в 1933 году), детский сад "Лесной уголок", врачебная амбулатория, отделение федеральной почтовой связи, операционная касса №93/0139 Сбербанка.

## Экономика
В деревне находится Паустовская ткацкая фабрика.

## Транспорт
В восьми километрах на восток от деревни платформа 324 км на ж/д линии Москва-Нижний Новгород.
Рядом с селом грунтовая ВПП 40×981 м.